# Chancellerie du Führer

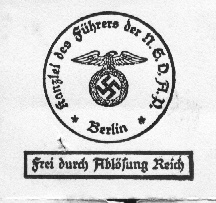
Cachet du bureau du leader du N.S.D.A.P. Berlin

La chancellerie du Führer (Kanzlei des Führers ou Kdf) était le nom donné à une chancellerie du Parti national-socialiste des travailleurs allemands (NSDAP) pouvant s'entretenir directement avec Adolf Hitler. Elle avait pour but de renforcer le rôle de Führer de Hitler – c'est là que furent étudiées les demandes de grâce et les plaintes adressées à Hitler, mais également une partie de ses affaires privées.
Elle était dirigée par le SS-Obergruppenführer Philipp Bouhler dont le titre était en allemand « Der Chef der Kanzlei des Führers der NSDAP ».

## Organisation
| Office                 | Office                                   | Département                              | Nom du directeur                                                     | Nom du directeur                                                     |
| Chancellerie du Führer | Chancellerie du Führer                   | Chancellerie du Führer                   | Reichsleiter Philipp Bouhler                                         | Reichsleiter Philipp Bouhler                                         |
| I                      | Chancellerie privée                      | Chancellerie privée                      | Oberdienstleiter Albert Bormann                                      | Oberdienstleiter Albert Bormann                                      |
| II                     | Affaires de l'État et du Parti           | Affaires de l'État et du Parti           | Oberdienstleiter Viktor Brack                                        | Oberdienstleiter Viktor Brack                                        |
| II                     | IIa                                      | Chef adjoint de l'office no II           |                                                                      | Oberbereichsleiter Werner Blankenburg                                |
| II                     | IIb                                      | Ministères et Grâces                     | Amtsleiter Hans Hefelmann, Stellvertreter Richard von Hegener        |                                                                      |
| II                     | IIc                                      | Wehrmacht, Police, SD et Églises         | Amtsleiter Reinhold Vorberg (de)                                     |                                                                      |
| II                     | IId                                      | Affaires du Parti                        | Amtsleiter Buchholz, Brümmel à partir de 1942                        |                                                                      |
| III                    | Grâces et Parti                          | Grâces et Parti                          | Oberdienstleiter Hubert Berkenkamp, Kurt Giese (de) à partir de 1941 | Oberdienstleiter Hubert Berkenkamp, Kurt Giese (de) à partir de 1941 |
| IV                     | Affaires économiques et sociales         | Affaires économiques et sociales         | Hauptamtsleiter Heinrich Cnyrim                                      | Hauptamtsleiter Heinrich Cnyrim                                      |
| V                      | Affaires internes et Bureau du personnel | Affaires internes et Bureau du personnel | Oberdienstleiter Herbert Jaensch                                     | Oberdienstleiter Herbert Jaensch                                     |